# République tchèque aux Jeux olympiques d'été de 2000
La République tchèque participe aux Jeux olympiques d'été de 2000 à Sydney en Australie. 119 athlètes tchèques, 86 hommes et 33 femmes, ont participé à 96 compétitions dans 20 sports. Ils y ont obtenu huit médailles : deux d'or, trois d'argent et trois de bronze.

## Nombre d'athlètes qualifiés par sport
Voici la liste des qualifiés et sélectionnés Tchéques par sport (remplaçants compris) :
| Sport       | Hommes | Femmes | Total |
| ----------- | ------ | ------ | ----- |
| Athlétisme  | 13     | 11     | 24    |
| Aviron      | 1      | 0      | 1     |
| Boxe        | 2      | 0      | 2     |
| Canoë-kayak | 17     | 2      | 19    |
| Cyclisme    | 8      | 1      | 9     |

## Médailles
| Médaille | Discipline  | Épreuve                   | Athlète                  | Performance | Date |
| -------- | ----------- | ------------------------- | ------------------------ | ----------- | ---- |
| Or       | Athlétisme  | Lancer du javelot hommes  | Jan Železný              |             |      |
| Or       | Canoë-kayak | Kayak monoplace femmes    | Štěpánka Hilgertová      |             |      |
| Argent   | Athlétisme  | Décathlon hommes          | Roman Šebrle             |             |      |
| Argent   | Tir         | Skeet hommes              | Petr Málek               |             |      |
| Argent   | Boxe        | Poids mi-lourds (-81 kg)  | Rudolf Kraj              |             |      |
| Bronze   | Canoë-kayak | Canoë biplace hommes      | Marek Jiras, Tomáš Máder |             |      |
| Bronze   | Tir         | Pistolet 50 mètres hommes | Martin Tenk              |             |      |
| Bronze   | Triathlon   | Hommes                    | Jan Rehula               |             |      |

## Athlétisme

### Hommes
| Athlète      | Épreuve              | Séries        | Séries      | Quarts de finale | Quarts de finale | Demi-finales | Demi-finales | Finale          | Finale  |
| Athlète      | Épreuve              | Temps         | Rang        | Temps            | Rang             | Temps        | Rang         | Temps           | Rang    |
| ------------ | -------------------- | ------------- | ----------- | ---------------- | ---------------- | ------------ | ------------ | --------------- | ------- |
| Roman Oravec | 800 m                | 1 min 47 s 66 | 4e          | Eliminé          | Eliminé          | Eliminé      | Eliminé      | Eliminé         | Eliminé |
| Jiří Mužík   | 400 m haies          | 50 s 11       | 1er         | Non disputé      | Non disputé      | 49 s 23      | 5e           | Eliminé         | Eliminé |
| Jiri Malysa  | 20 kilomètres marche | Non disputé   | Non disputé | Non disputé      | Non disputé      | Non disputé  | Non disputé  | 1 h 24 min 08 s | 19e     |
| Milos Holusa | 50 kilomètres marche | Non disputé   | Non disputé | Non disputé      | Non disputé      | Non disputé  | Non disputé  | 3 h 53 min 48 s | 16e     |

| Athlète        | Épreuve           | Qualification | Qualification | Finale      | Finale            |
| Athlète        | Épreuve           | Performance   | Rang          | Performance | Rang              |
| -------------- | ----------------- | ------------- | ------------- | ----------- | ----------------- |
| Stepan Janacek | Saut à la perche  | 5,65 m        | 14e           | Eliminé     | Eliminé           |
| Miroslav Menc  | Lancer du poids   | 19,92 m       | 10e           | 19,39 m     | 10e               |
| Libor Malina   | Lancer du disque  | 60,83 m       | 25e           | Eliminé     | Eliminé           |
| Vladimir Maska | Lancer du marteau | 76,70 m       | 11e           | 77,32 m     | 8e                |
| Pavel Sedlacek | Lancer du marteau | 75,33 m       | 18e           | Eliminé     | Eliminé           |
| Jan Železný    | Lancer du javelot | 89,39 m       | 1er           | 90,17 m     | Médaille d'or     |
| Roman Šebrle   | Décathlon         | Non disputé   | Non disputé   | 8606 pts    | Médaille d'argent |
| Tomáš Dvořák   | Décathlon         | Non disputé   | Non disputé   | 8385 pts    | 6e                |
| Jiří Ryba      | Décathlon         | Non disputé   | Non disputé   | 8056 pts    | 14e               |

### Femmes
| Athlète                                                     | Épreuve          | Séries        | Séries | Quarts de finale | Quarts de finale | Demi-finales  | Demi-finales | Finale        | Finale      |
| Athlète                                                     | Épreuve          | Temps         | Rang   | Temps            | Rang             | Temps         | Rang         | Temps         | Rang        |
| ----------------------------------------------------------- | ---------------- | ------------- | ------ | ---------------- | ---------------- | ------------- | ------------ | ------------- | ----------- |
| Jitka Burianova                                             | 400 m            | 51 s 59       | 1er    | 50 s 85          | 1er              | 51 s 15       | 6e           | Eliminé       | Eliminé     |
| Hana Benešová                                               | 400 m            | 52 s 85       | 4e     | 52 s 70          | 7e               | Eliminé       | Eliminé      | Eliminé       | Eliminé     |
| Helena Fuchsová                                             | 800 m            | 1 min 58 s 97 | 3e     | Non disputé      | Non disputé      | 1 min 58 s 82 | 3e           | 1 min 58 s 56 | 5e          |
| Ludmila Formanová                                           | 800 m            | DNF           | /      | Non disputé      | Non disputé      | Non disputé   | Non disputé  | Non disputé   | Non disputé |
| Jitka Burianova Hana Benešová Lenka Fickova Helena Fuchsová | Relais 4 × 400 m | 3 min 24 s 40 | 3e     | Non disputé      | Non disputé      | Non disputé   | Non disputé  | 3 min 29 s 17 | 7e          |

| Athlète           | Épreuve           | Qualification | Qualification | Finale      | Finale  |
| Athlète           | Épreuve           | Performance   | Rang          | Performance | Rang    |
| ----------------- | ----------------- | ------------- | ------------- | ----------- | ------- |
| Zuzana Hlavoňová  | Saut en hauteur   | 1,94 m        | 10e           | 1,90 m      | 11e     |
| Daniela Bártová   | Saut à la perche  | 4,30 m        | 1er           | 4,50 m      | 4e      |
| Pavla Hamackova   | Saut à la perche  | 4,00 m        | 22e           | Eliminé     | Eliminé |
| Šárka Kašpárková  | Triple saut       | 14,34 m       | 5e            | NM          | 12e     |
| Vladimira Rackova | Lancer du disque  | 60,24 m       | 14e           | Eliminé     | Eliminé |
| Nikola Tomeckova  | Lancer du javelot | 59,49 m       | 12e           | 62,10 m     | 8e      |

## Aviron

### Hommes
| Athlète(s)     | Compétition | Série         | Série | Repêchage     | Repêchage | Demi-finale   | Demi-finale | Finale  | Finale  |
| Athlète(s)     | Compétition | Temps         | Rang  | Temps         | Rang      | Temps         | Rang        | Temps   | Rang    |
| -------------- | ----------- | ------------- | ----- | ------------- | --------- | ------------- | ----------- | ------- | ------- |
| Václav Chalupa | Skiff       | 7 min 04 s 00 | 2e    | 7 min 17 s 53 | 2e        | 7 min 30 s 28 | 5e          | Eliminé | Eliminé |

## Boxe

### Hommes
| Athlète       | Catégorie       | 16e de finale        | 8e de finale              | Quart de finale      | Demi-finale           | Finale              |
| Athlète       | Catégorie       | Adversaire Résultat  | Adversaire Résultat       | Adversaire Résultat  | Adversaire Résultat   | Adversaire Résultat |
| ------------- | --------------- | -------------------- | ------------------------- | -------------------- | --------------------- | ------------------- |
| Lukas Konecny | Poids welters   | Défaite Algérie 9-17 | Eliminé                   | Eliminé              | Eliminé               | Eliminé             |
| Rudi Kraj     | Poids mi-lourds | Non disputé          | Victoire États-Unis 13-12 | Victoire Nigeria 8-7 | Victoire Ukraine 11-7 | Défaite Russie 6-20 |

## Canoe-Kayak

### Slalom

#### Hommes
| Athlète                       | Compétition | Éliminatoires | Éliminatoires | Finale  | Finale             |
| Athlète                       | Compétition | Temps         | Rang          | Temps   | Rang               |
| ----------------------------- | ----------- | ------------- | ------------- | ------- | ------------------ |
| Jiří Prskavec                 | K1          | 263.01        | 14e           | 234.66  | 13e                |
| Tomas Kobes                   | K1          | 255.13        | 6e            | 226.99  | 7e                 |
| Tomas Indruch                 | C1          | 281.75        | 13e           | Eliminé | Eliminé            |
| Jaroslav Volf Ondřej Štěpánek | C2          | 290.57        | 8e            | 253.36  | 5e                 |
| Marek Jiras Tomáš Máder       | C2          | 284.07        | 5e            | 249.45  | Médaille de bronze |

#### Femmes
| Athlète             | Compétition | Éliminatoires | Éliminatoires | Finale | Finale        |
| Athlète             | Compétition | Temps         | Rang          | Temps  | Rang          |
| ------------------- | ----------- | ------------- | ------------- | ------ | ------------- |
| Irena Pavelkova     | K1          | 290.54        | 3e            | 255.95 | 4e            |
| Štěpánka Hilgertová | K1          | 285.07        | 2e            | 247.04 | Médaille d'or |

### Course en ligne

#### Hommes
| Athlète                                                | Compétition | Éliminatoires  | Éliminatoires | Demi-finales   | Demi-finales | Finale A       | Finale A |
| Athlète                                                | Compétition | Temps          | Rang          | Temps          | Rang         | Temps          | Rang     |
| ------------------------------------------------------ | ----------- | -------------- | ------------- | -------------- | ------------ | -------------- | -------- |
| Pavel Hottmar                                          | K1 500m     | 1 min 44 s 391 | 6e            | 1 min 41 s 920 | 5e           | Eliminé        | Eliminé  |
| Radek Zaruba                                           | K1 1000m    | 3 min 40 s 731 | 6e            | 3 min 44 s 347 | 6e           | Eliminé        | Eliminé  |
| Radek Zaruba Pavel Holubar                             | K2 500m     | 1 min 33 s 490 | 5e            | 1 min 33 s 056 | 6e           | Eliminé        | Eliminé  |
| Jan Soucek Jan Andrik                                  | K2 1000m    | 3 min 20 s 760 | 5e            | DSQ            | /            | Eliminé        | Eliminé  |
| Karel Lestina Pavel Hottmar Pavel Holubai Jiri Polivka | K4 1000m    | 3 min 02 s 053 | 4e            | 3 min 02 s 851 | 4e           | Eliminé        | Eliminé  |
| Martin Doktor                                          | C1 500m     | 1 min 51 s 174 | 2e            | Non disputé    | Non disputé  | 2 min 37 s 467 | 8e       |
| Martin Doktor                                          | C1 1000m    | 3 min 55 s 216 | 2e            | Non disputé    | Non disputé  | 4 min 02 s 335 | 8e       |
| Petr Prochazka Jan Brecka                              | C2 500m     | 1 min 44 s 175 | 4e            | 1 min 46 s 013 | 4e           | Eliminé        | Eliminé  |
| Petr Prochazka Jan Brecka                              | C2 1000m    | 3 min 50 s 606 | 6e            | 3 min 51 s 012 | 8e           | Eliminé        | Eliminé  |

## Cyclisme

### Route

#### Hommes
| Athlète       | Compétition      | Temps               | Rang |
| ------------- | ---------------- | ------------------- | ---- |
| Radim Korinek | Course en ligne  | DNF                 | /    |
| Ján Svorada   | Course en ligne  | DNF                 | /    |
| Tomáš Konečný | Course en ligne  | 5 h 34 min 58 s     | 75e  |
| Pavel Padrnos | Course en ligne  | 5 h 30 min 46 s     | 69e  |
| Tomáš Konečný | Contre-la-montre | 1 h 01 min 36 s 565 | 28e  |

### Piste

#### Hommes
| Athlète     | Compétition          | Qualification | Seizièmes de finale      | Repêchages               | Huitièmes de finale      | Repêchages               | Quarts de finale         | Match de classement | Demi-finales             | Match pour le bronze     | Match pour le bronze | Finale                   | Finale  |
| Athlète     | Compétition          | Temps Vitesse | Adversaire Temps Vitesse | Adversaire Temps Vitesse | Adversaire Temps Vitesse | Adversaire Temps Vitesse | Adversaire Temps Vitesse | Rang                | Adversaire Temps Vitesse | Adversaire Temps Vitesse | Rang                 | Adversaire Temps Vitesse | Rang    |
| ----------- | -------------------- | ------------- | ------------------------ | ------------------------ | ------------------------ | ------------------------ | ------------------------ | ------------------- | ------------------------ | ------------------------ | -------------------- | ------------------------ | ------- |
| Pavel Buráň | Vitesse individuelle | 10 s 370      | Victoire Japon           | Non disputé              | Défaite Espagne          | Eliminé                  | Eliminé                  | Eliminé             | Eliminé                  | Eliminé                  | Eliminé              | Eliminé                  | Eliminé |

| Athlète      | Compétition                | Temps          | Rang |
| ------------ | -------------------------- | -------------- | ---- |
| Martin Polak | Contre-la-montre sur piste | 1 min 05 s 851 | 13e  |

| Athlète     | Compétition | 1er round | Repêchage   | Demi-Finales | Finale  |
| Athlète     | Compétition | Rang      | Rang        | Rang         | Rang    |
| ----------- | ----------- | --------- | ----------- | ------------ | ------- |
| Pavel Buráň | Keirin      | 1er       | Non disputé | 5e           | Eliminé |

| Athlète                            | Compétition         | Qualification        | Qualification | Demi-finale                     | Finale                          | Finale  |
| Athlète                            | Compétition         | Temps Vitesse (km/h) | Rang          | Adversaire Temps Vitesse (km/h) | Adversaire Temps Vitesse (km/h) | Rang    |
| ---------------------------------- | ------------------- | -------------------- | ------------- | ------------------------------- | ------------------------------- | ------- |
| Pavel Buráň Martin Polak Ivan Vrba | Vitesse par équipes | 46 s 276             | 11e           | Eliminé                         | Eliminé                         | Eliminé |

#### Femmes
| Athlète        | Compétition            | Qualification  | Demi-finales             | Match pour le bronze     | Match pour le bronze | Finale                   | Finale  |
| Athlète        | Compétition            | Temps Vitesse  | Adversaire Temps Vitesse | Adversaire Temps Vitesse | Rang                 | Adversaire Temps Vitesse | Rang    |
| -------------- | ---------------------- | -------------- | ------------------------ | ------------------------ | -------------------- | ------------------------ | ------- |
| Lada Kozlíková | Poursuite individuelle | 3 min 43 s 019 | Eliminé                  | Eliminé                  | Eliminé              | Eliminé                  | Eliminé |

### BMX

#### Hommes
| Athlète       | Compétition   | Temps              | Rang |
| ------------- | ------------- | ------------------ | ---- |
| Radim Korinek | Cross-country | 2 h 21 min 08 s 59 | 29e  |